# Chrzczonowice
Chrzczonowice – wieś w Polsce położona w województwie łódzkim, w powiecie skierniewickim, w gminie Kowiesy.
Wieś szlachecka położona była w drugiej połowie XVI wieku w powiecie bielskim ziemi rawskiej województwa rawskiego.
W latach 1975–1998 miejscowość administracyjnie należała do województwa skierniewickiego.